# Maksimilijan Šimrak
Maksimilijan Šimrak (Zagreb, 23. kolovoza 1994.) hrvatski je političar i zastupnik HDZ-a u Hrvatskom saboru. Diplomirao je na Pravnom fakultetu Sveučilišta u Zagrebu, stekavši titulu magistra prava. U svibnju 2024. godine, Šimrak je postao saborski zastupnik kao zamjenik Nine Obuljen Koržinek u 11. sazivu. U Saboru je član nekoliko odbora, uključujući Odbor za zakonodavstvo, Odbor za pravosuđe i Odbor za međuparlamentarnu suradnju.
Obnaša funkciju predsjednika Mladeži HDZ-a. Na tu poziciju prvi put je izabran u studenom 2021. godine, a ponovno je izabran u prosincu 2023. s više od 95 % glasova podrške.
Šimrak je započeo svoj politički angažman kao zastupnik u Gradskoj skupštini Grada Zagreba u svibnju 2022. godine.